# Ravelgen fra Næsby strand
Rav-elgen fra Næsby strand er en ravfigur, som blev fundet på Næsby Strand (Slagelse Kommune) ved Storebælt kort før jul i 2015.
Genstanden har fået sit navn idet den sandsynligvis forestiller en elg, muligvis en elgko, der bøjer sig for at drikke. Det har været debatteret, hvorvidt der i stedet er tale om en hest. Opfattelsen af, at der er tale om en elg, er formet med udgangspunkt i lignende figurer, fundet i Tyskland, som tydeligt forestiller en elg.
Ravfiguren har indridsede streger på siden. Rav-elgen kan sandsynligvis, i lighed med andre, lignende ravdyr, have haft en amuletlignende funktion.